# سیمونا جولی
سیمونا جولی (انگلیسی: Simona Gioli؛ زادهٔ ۱۷ سپتامبر ۱۹۷۷) بازیکن والیبال اهل ایتالیا عضو تیم ملی والیبال زنان ایتالیا و باشگاه گالاتاسرای است.
سیمونا در سال ۱۹۹۹ به عضویت تیم ملی ایتالیا در آد و تا به حال به مدال طلا قهرمانی جهان ۲۰۰۹، قهرمانی اروپا ۲۰۰۷ و ۲۰۰۹، مدال طلا جام جهانی ۲۰۰۷ و ۲۰۱۱، مدال طلا جایزه بزرگ جهان ۲۰۱۴ و مدال نقره جام چهاجانبه ۲۰۱۱ دست یافته است.